# Zygothrica flavociliata
Zygothrica flavociliata är en tvåvingeart som beskrevs av Friedrich Georg Hendel 1936. Zygothrica flavociliata ingår i släktet Zygothrica och familjen daggflugor. Inga underarter finns listade i Catalogue of Life.